# Ctenitis atrorubens
Ctenitis atrorubens är en träjonväxtart som beskrevs av Holtt. Ctenitis atrorubens ingår i släktet Ctenitis och familjen Dryopteridaceae. Inga underarter finns listade.